# رضا مؤیدالسلطنه

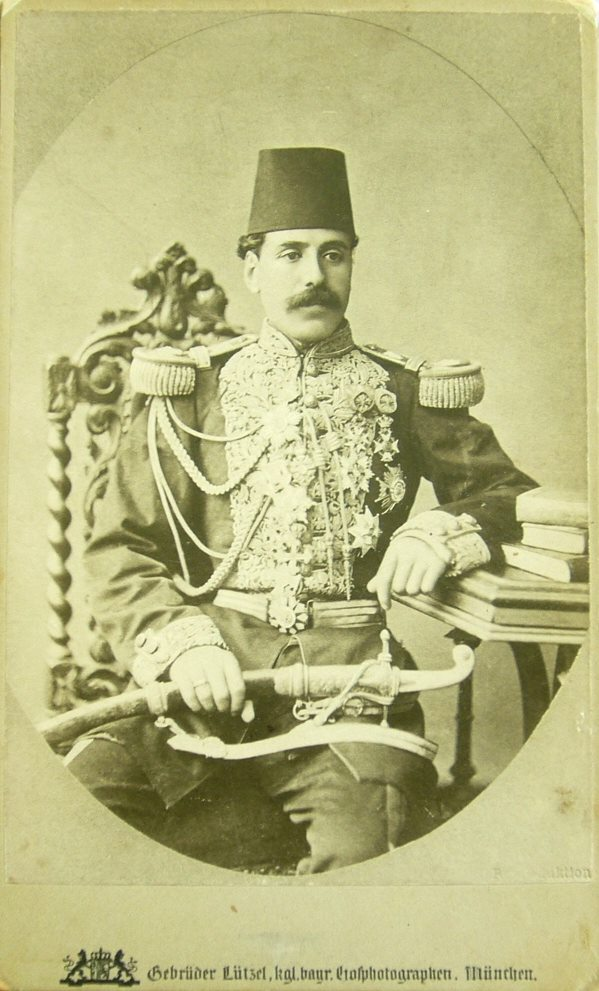
رضا مؤیدالسلطنه گرانمایه

رضا مؤیدالسلطنه دیپلمات، دولتمرد و حقوقدان عصر قاجار بود.
پدرش میرزا حسین گرانمایه از اعضای وزارت امور خارجه بود.مؤیدالسلطنه در شوال ۱۲۶۱ قمری در اردبیل 
متولد شد. تحصیلات مقدماتی را در تهران طی کرد و سپس دکتری حقوق را از پاریس گرفت. در سال ۱۳۰۳ ه‍.ق به عنوان نخستین سفیر ایران در آلمان به برلین رفت. اقامت او در آلمان تا سال ۱۳۱۷ ه‍.ق به درازا کشید. در ۲۶ محرم ۱۳۲۶ ه‍.ق (اسفند ۱۲۸۶ ه‍.خ) در کابینهٔ حسینقلی خان نظام‌السلطنهٔ مافی وزیر عدلیه شد.
مهدی‌قلی هدایت در صفحه ۴۹ کتاب خاطرات و خطرات می نویسند:

- بیسمارک اسم محلی است در آلمان، نجبا را در آلمان باسم موطن میخوانند با رابطه فن (از) اطوفن بیسمارک از این خانواده است که از ۱۲۷۰ مسیحی در آلمان عنوانی داشته اند، موید السلطنه سفیر ایران در آلمان به تقلید (از بیسمارک) خودش را فن‌ارشق معرفی کرد که از مضافات اردبیل است....

محمود احتشام‌السلطنه می‌نویسد: «مؤیدالسلطنه (میرزا رضا خان گرانمایه) ... از مأموریت‌های ممتد خود در خارج یک سلسله داستان حفظ کرده که بیشتر مصداق "جهاندیده بسیار گوید دروغ" دارد. از قبیل مشاجره با پرنس بیسمارک و مذاکرات با سلطان عبدالحمید و واقعهٔ سرنگون شدن قطار راه‌آهن در روی پل در یکی از رودخانه‌های انگلیس در مأموریت اعلان سلطنت مظفرالدین شاه به دربار پادشاه انگلیس که مؤیدالسلطنه مدعی است تمام سرنشینان و مسافرین قطار در رودخانه غرق شدند، جز او که مدت‌ها در آب مانده و خفه نشد و قصهٔ معاشقاتی که در ایام جوانی داشته. این افسانه‌ها را آنقدر تکرار کرده که فی‌الحقیقه حفظ نموده است. لیکن هیچ یک از آن واقعات چنانکه او نقل می‌کند صحیح به نظر نمی‌رسد... در هر صورت مؤیدالسلطنه اگر احتمالاً کارهای داخلی داشته است که بعضی را قابل انتقاد می‌دانند، در امورات دولتی و مأموریت‌هایی که در داخل و خارج عهده‌دار بود کار بد و خلاف و خیانتی از او ندیده و نشنیده‌ام.»
مؤیدالسلطنه داماد میرزا علی‌نقی‌خان حکیم‌الممالک بود. او از ازدواج اول صاحب سه پسر به نامهای ابوالحسن خان (تحصیل کرده آلمان و رییس مدرسه نظام)، صادق خان (معلم احمد شاه قاجار)، محسن خان (استاد فارسی مدرسه عالی ایران و آلمان) و گوهر ملک خانم (همسر محمد میرزا کاشف‌السلطنه) شد. همسر دوم او یک کنتس آلمانی بود که از او نیز دو پسر به نامهای امیرفریدون و امیرفرخ داشت.